# メアリー・アデレード・オブ・ケンブリッジ
メアリー・アデレード・オブ・ケンブリッジ （Princess Mary Adelaide of Cambridge, 1833年11月27日 - 1897年10月27日）は、ヴュルテンベルクの王族・テック公フランツ・パウルの妻。

## 生涯
メアリー・アデレードは、ケンブリッジ公アドルファス（イギリス王ジョージ3世の七男）と妃オーガスタの末子としてハノーファーで生まれた。洗礼名は、メアリー・アデレード・ウィルヘルミナ・エリザベス（英語: Mary Adelaide Wilhelmina Elizabeth）。父がハノーファー王国副王であったため、幼年時代をハノーファーで過ごした。食べることが大好きで食べ過ぎの傾向にあったメアリー・アデレードはすぐに肥満体となり、「ふとっちょのメアリー」（Fat Mary）というあだ名が付けられた。

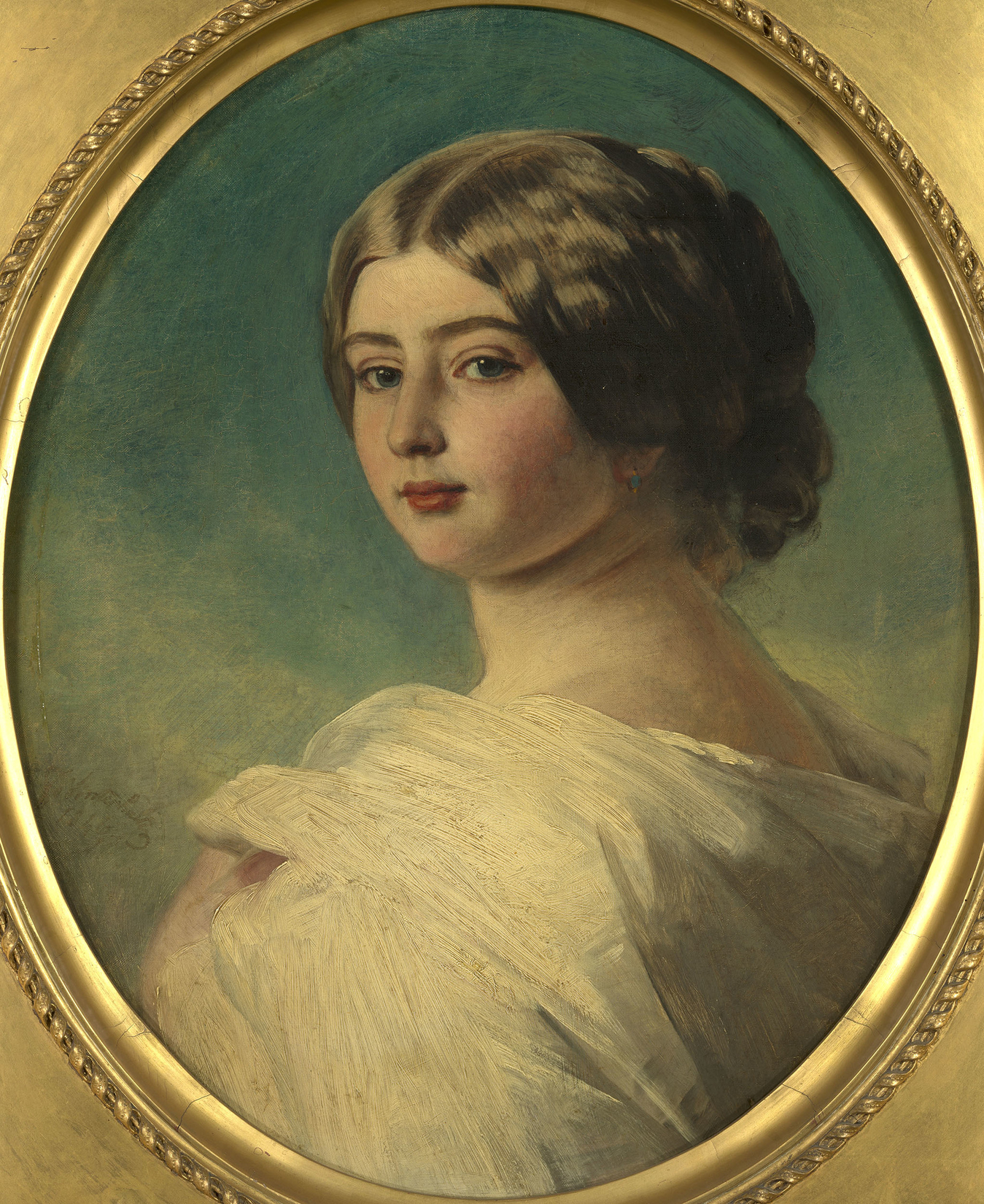
メアリー、ヴィンターハルター画

1837年に伯父ウィリアム4世が崩御すると、イギリス王位は従姉のヴィクトリアが継承し、ハノーファー王位は伯父アーネスト・オーガスタス（エルンスト・アウグスト）が継承することとなった。ハノーファーでの役目を終えたケンブリッジ公一家は帰国し、ケンジントン宮殿に居を構えた。
メアリー・アデレードは30歳を過ぎても独身であった。彼女自身の魅力のなさと、収入の少ないことが、結婚適齢期を逃す要素となった。しかしまた、王族としての生まれが王族以外の男性との結婚を妨げてもいた。従姉ヴィクトリア女王は彼女を哀れみ、政略結婚の相手を探そうとした。
結局、ヴュルテンベルク王家出身のテック公フランツ・パウルが候補者に見つかった。テック公は両親が貴賤結婚だったため王位継承権がなかったが、公爵の爵位を有し王家の血を引いていた。とはいえメアリー・アデレードよりランクの低い相手だったものの、他に候補者は現れず、メアリー・アデレードはテック公との結婚を決めた。2人は1866年6月12日、キュー教会で挙式した。
メアリー・アデレードは夫に His Royal Highness（殿下）の称号を与えるようヴィクトリア女王に要請したが、却下された。その代わりに、1887年のヴィクトリア女王即位50周年の式典の際に Highness（殿下）の称号が与えられた。
テック公夫妻はロンドンに住むよりも、イギリスより物価の安い外国暮らしを選んだ。これはメアリー・アデレードがテック公家の唯一の稼ぎ頭であるせいであった。彼女は王族として、年5千ポンドの年金を受け取っていた。また、母オーガスタは補充の収入として娘に収入を分けてやっていた。ヴィクトリア女王は、収入を増やして欲しいという要請を片っ端から拒否した。しかし、女王はテック公家に住居としてケンジントン宮殿の数室、また、田舎の別荘としてホワイト・ロッジ荘を与えていた。
これらの慎ましやかな収入にもかかわらず、メアリー・アデレードは派手好みで、パーティーや高価な食事に衣類の購入、外国での休暇など浪費に暇がなかった。たちまち借金がふくれあがり、テック公一家は債権者を避けるため1883年にイギリスを出国しなければならなかった。一家はフィレンツェへ旅行し、ドイツとオーストリアでは縁者の元に滞在した。彼らは初め、ホーエンシュタイン伯夫妻という偽名で旅行した。しかし、メアリー・アデレードはよりよいサービスを受けたいため、結局王族の身分を明かした。
テック公一家は1885年にイギリスへ帰国し、ホワイト・ロッジ荘に住んだ。メアリー・アデレードは慈善活動、特に児童福祉活動の支援者となった。
1891年、メアリー・アデレードは長女ヴィクトリア・メアリー（愛称メイ、May）を、プリンス・オブ・ウェールズ（のちのエドワード7世）の息子の一人に嫁がせたいと熱望した。一方でヴィクトリア女王は、未来のイギリス国王となる孫の妃にはイギリス生まれの、もちろん王家の血を引くランクの低くない貴族女性を選びたいと考えていた。メアリー・アデレードの娘は、その判断基準を満たしていた。ヴィクトリア女王の承認を得て、ヴィクトリア・メアリーは王位継承権第2位のクラレンス公アルバート・ヴィクターと婚約した。それからわずか6週間後にクラレンス公は急死するが、ヴィクトリア女王はヴィクトリア・メアリーに好意を持っており、彼女をクラレンス公の次弟ヨーク公ジョージ（のちのジョージ5世）と婚約させた。2人は1893年に結婚した。
ヴィクトリア・メアリーが王家の最高位ともいうべき、王位継承予定者と結婚したことで、テック公家に劇的に幸運がやってきた。テック公家の娘が未来の王妃となったのである。しかしメアリー・アデレードは、娘が王妃となるのを見ることなく、1897年にホワイト・ロッジ荘で没した。遺体はウィンザー城内のセント・ジョージ礼拝堂に埋葬された。

## 子女

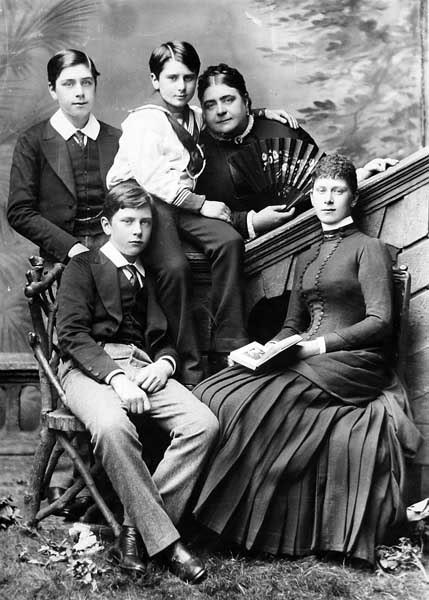
メアリー・アデレードと子供たち。右端がメアリー・オブ・テック

- ヴィクトリア・メアリー・オーガスタ・ルイーズ・オルガ・ポーリン・クローディン・アグネス（1867年 - 1953年） - イギリス国王ジョージ5世妃
- アドルファス・チャールズ・アレグザンダー・アルバート・エドワード・ジョージ・フィリップ・ルイス・ラディスローズ（1868年 - 1927年） - ケンブリッジ侯
- フランシス・ジョゼフ・レオポルド・フレデリック（英語版）（1870年 - 1910年）- テック公
- アレクサンダー・オーガスタス・フレデリック・ウィリアム・アルフレッド・ジョージ（英語版）（1874年 - 1957年） - アスローン伯 1904年にイギリス王女アリス・オブ・オールバニと結婚